# Atletica leggera ai Giochi della VIII Olimpiade - Lancio del martello

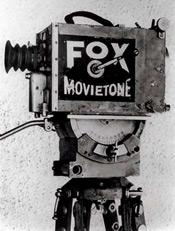
I lanci del vincitore (durata: 45". Frammenti della gara sono mostrati dal minuto 0:35 al minuto 0:58)

La competizione del lancio del martello di atletica leggera ai Giochi della VIII Olimpiade si tenne il giorno 10 luglio 1924 allo Stadio di Colombes a Parigi.

## L'eccellenza mondiale
| Campione olimpico 1920  | 52,87        | Patrick Ryan    | Rit. 1921 |
| Migliore prest. europea | 52,76 (1923) | Malcolm Nokes   | Presente  |
| Primatista stagionale   | 52,53        | Matt McGrath    | Presente  |
| Vincitore selezioni USA | 50,80        | Fredric Tootell | Presente  |

1. ↑  Fino al 5 luglio 1924.

## Risultati

### Turno di qualificazione
Tutti i 15 iscritti hanno diritto a tre lanci. Poi si stila una classifica. I primi sei disputano la finale (tre ulteriori lanci).
I sei finalisti si portano dietro i risultati della qualificazione.
| Pos. | Atleta           | Nazione       | Misura |
| ---- | ---------------- | ------------- | ------ |
| 1    | Frederic Tootell | Stati Uniti   | 50,600 |
| 2    | Malcolm Nokes    | Gran Bretagna | 48,875 |
| 3    | Erik Eriksson    | Finlandia     | 47,975 |
| 4    | Matt McGrath     | Stati Uniti   | 47,055 |
| 5    | Ossian Skiöld    | Svezia        | 45,075 |
| 6    | James McEachern  | Stati Uniti   | 44,935 |
| 7    | Carl Johan Lind  | Svezia        | 44,785 |
| 8    | Jack Murdoch     | Canada        | 42,480 |
| 9    | Jack Merchant    | Stati Uniti   | 41,455 |
| 10   | Robert Saint-Pé  | Francia       | 36,270 |
| 11   | Karl Jensen      | Danimarca     | 36,265 |
| 12   | Pierre Zaïdin    | Francia       | 36,155 |
| 13   | Camillo Zemi     | Italia        | 35,000 |
| 14   | Octávio Zani     | Brasile       | 33,895 |
| -    | Henk Kamerbeek   | Paesi Bassi   | NM     |

### Finale
Dopo i primi tre turni la miglior prestazione appartiene a Frederic Tootell (USA), con 50,60 m.

Nei lanci di finale solo un altro atleta supera la fettuccia dei 50 metri: Matthew McGrath, che lancia a quasi 51. Ma non basta per l'oro perché anche Tootell si è migliorato con un lancio oltre i 53 metri.
Frederic Tootell è il primo americano non immigrato dall'Irlanda a vincere il titolo olimpico della specialità.

Alla veneranda età di 46 anni lo statunitense McGrath sale sul podio olimpico in atletica: è un record. Va notato che la prima delle sue tre medaglie risaliva al lontano 1908 (Olimpiadi di Londra).
| Pos.    | Atleta           | Età | Nazione       | Misura |
| ------- | ---------------- | --- | ------------- | ------ |
| Oro     | Frederic Tootell | 22  | Stati Uniti   | 53,295 |
| Argento | Matt McGrath     | 46  | Stati Uniti   | 50,840 |
| Bronzo  | Malcolm Nokes    | 27  | Gran Bretagna | 48,875 |
| 4       | Erik Eriksson    | 27  | Finlandia     | 48,740 |
| 5       | Ossian Skiöld    | 35  | Svezia        | 45,285 |
| 6       | James McEachern  | 43  | Stati Uniti   | 45,225 |